# FK Radnički Pirot
FK Radnički srbijanski je nogometni klub iz Pirota. Trenutno se natječe u Srpskoj ligi Istok, trećeligaškom natjecanju u Srbiji.

## Povijest
Godine 1945. osnovan je nogometni klub "Radnički" koji je tijekom sljedećih godina postao zaštitni znak grada. Od 1969. godine klub se s kraćim prekidima natječe u Drugoj saveznoj ligi i na "vječnoj listi" je među prvih dvadeset klubova u državi. Jedan od najzaslužnijih ljudi za ovakav uspon Radničkog svakako je Dragan Nikolić. Vodstvo kluba ga je u znak zahvalnosti proglasilo doživotnim počasnim predsjednikom, a po njemu se zove i stadion Radničkog.
U tri navrata 1975./76., 1976./77. i 1995./96. Radnički je bio blizu plasmana u Prvu saveznu ligu. Radnički je u tim sezonama osvojio treće mjesto u prvenstvu, a ispred njega u elitu su otišli Vardar Skoplje, Priština i Napredak Kruševac. U najmasovnijem natjecanju, Kupu Jugoslavije, 1975./76. stigli su do četvrtfinala gdje su poraženi od zagrebačkog Dinama. Bijeli su prije toga u osmini finala svladali veliku Crvenu zvezdu rezultatom 4:2. U sezoni 2004./05. Radnički je stigao do četvrtfinala Kupa Srbije i Crne Gore, kada je u Pirotu poražen od beogradskog Rada s 1:0.
Ono što je možda i značajnije je da su boje kluba nosili mnogi veliki pojedinci. Dre sa državnim grbom nosili su: Jovan Anđelković, Jovan Stanković i Radivoje Manić. U dresu Radničkog najviše je dao Miroljub Đorđević koji je za Radnički odigrao 408 službenih utakmica i postigao 150 golova, njegov rekord još dugo neće biti dostignut. Godine 1995., povodom pedesete godišnjice kluba, proglašen je najboljim igračem Radničkog svih vremena. Mnogo je i velikih asova koji su u Pirot došli sa strane i ovde započeli velike karijere, kao što su: Slobodan Janjuš, Ljuba Stevanović, Milan Radović, Mateja Kežman, Nenad Jestrović, Milijan Tupajić, Vladimir Petković i Ivan Gvozdenović.

## Stadion
Stadion Dragan Nikolić, poznat i kao Stadion kraj Nišave, je višenamjenski stadion u Pirotu, Srbija. Trenutno se uglavnom koristi za nogometne utakmice i domaći je teren Radničkog. Stadion je izgrađen 1961. godine i ima kapacitet od 6816 mjesta.

## Uspjesi
Srpska liga Timok / Srpska liga Niš / Srpska liga Istok (3. rang)
- 1995./96. / 2000./01. / 2004./05., 2015./16., 2018./19.

## Vanjske poveznice
- Profil na srbijasport.net